# Bathgate (Dakota Północna)
Bathgate – miasto w Stanach Zjednoczonych, w stanie Dakota Północna, w hrabstwie Pembina.